# Yom Tov Assevilli
Yom Tov Ben Avraham Asevilli dit le Ritva (hébreu : ריטב"א) est un rabbin médiéval, talmudiste et jurisconsulte séfarade des XIIe et XIIIe siècles (1250 - 1330).

## Éléments biographiques
Yom Tov Asevilli naît à Séville qui a été récemment reprise par les chrétiens aux musulmans, et connaît une relative quiétude. Il donne peu de détails sur sa vie mais il apparaît de ses responsa que certains lui sont adressés du vivant de ses maîtres, Salomon ben Adret et Aaron Halevi dont il a suivi les cours à Barcelone. Fin connaisseur des toosafot, il pourrait avoir également passé un certain temps en France. Il exerce le magistère de juge rabbinique à Saragosse en 1280 et l’académie talmudique qu’il a fondée connaît son apogée vers 1320. 
Ses écrits montrent un homme curieux, éveillé aux sciences de son temps, qui compare les traductions provençales du Guide des Égarés de Maïmonide à l’original arabe, et s’intéresse par ailleurs aux travaux personnels de ces penseurs. Son domaine d’excellence demeure cependant le Talmud et la loi juive pour lequel il est souvent consulté.

## Œuvres
L’œuvre la plus connue de Yom Tov le Sévillan est son commentaire du Talmud, consistant en une série de hiddoushim (novellæ) qui couvrent environ vingt traités. Ce commentaire est extrêmement concis et est de ce fait l’un des plus souvent cités dans les travaux talmudiques. Beaucoup de sections du commentaire ont été sujettes à controverse en ce qui concerne leur réelle paternité, mais une large majorité du travail est demeurée à l'écart de la polémique. L’influence de Nahmanide et d’Isaac Alfassi y est manifeste, ainsi que celle des Tossafistes, en particulier Péretz de Corbeil.